# 上々ド根性/Be a Girl
「上々ド根性/Be a Girl」（じょうじょうドこんじょう/ビー・ア・ガール）は、2017年11月28日にT-Palette Recordsから発売、および配信された日本の女性アイドルグループ・アップアップガールズ（仮）の通算23枚目のCDシングルである。

## 概要
- 仙石みなみと佐藤綾乃が卒業し、5人体制となってから初のシングル。
- 通常盤Aに収録されている『スタートライン』は卒業した佐藤綾乃が作詞を手掛けている。

## 収録曲

### 通常盤A
1. 上々ド根性
作詞：児玉雨子、Rap詞：マチーデフ、作曲：michitomo、編曲：かずぼーい / michitomo
2. Be a Girl
作詞：ヒワタリスツカ、作曲・編曲：Ryuichi Kawasaki
3. スタートライン
作詞：佐藤綾乃、作曲：michitomo、編曲：かずぼーい
4. 上々ド根性（Instrumental）
5. Be a Girl（Instrumental）

### 通常盤B
1. 上々ド根性
2. Be a Girl
3. イチバンガールズ! 2017
作詞・作曲・編曲：michitomo
4. 上々ド根性（Instrumental）
5. Be a Girl（Instrumental）

### 通常盤C
1. 上々ド根性
2. Be a Girl
3. Be a Girl（Dr.Usui remix）
programming：Dr.Usui、mixing：Macoteau T.
4. 上々ド根性（Instrumental）
5. Be a Girl（Instrumental）

## リリース日一覧
| 地域 | リリース日     | レーベル          | 規格                   | カタログ番号         |
| ---- | -------------- | ----------------- | ---------------------- | -------------------- |
| 日本 | 2017年11月28日 | T-Palette Records | マキシシングル         | TPRC-0191（通常盤A） |
| 日本 | 2017年11月28日 | T-Palette Records | マキシシングル         | TPRC-0192（通常盤B） |
| 日本 | 2017年11月28日 | T-Palette Records | マキシシングル         | TPRC-0193（通常盤C） |
| 日本 | 2017年11月28日 | T-Palette Records | デジタル・ダウンロード | -                    |